# Вирфу-Кимпулуй (комуна)
Вирфу-Кимпулуй (рум. Vârfu Câmpului) — комуна у повіті Ботошані в Румунії. До складу комуни входять такі села (дані про населення за 2002 рік):
- Іонешень (975 осіб)
- Вирфу-Кимпулуй (2088 осіб)
- Добрінеуць-Хапей
- Лунка (822 особи)
- Магера
- Пустоая

Комуна розташована на відстані 379 км на північ від Бухареста, 27 км на північний захід від Ботошань, 121 км на північний захід від Ясс.

## Населення
За даними перепису населення 2002 року у комуні проживали 3885 осіб, усі — румуни. Усі жителі комуни рідною мовою назвали румунську.
Склад населення комуни за віросповіданням:
| Релігія       | Кількість осіб | Відсоток |
| ------------- | -------------- | -------- |
| православні   | 3776           | 97,2%    |
| бретрени      | 64             | 1,6%     |
| п'ятдесятники | 28             | 0,7%     |
| адвентисти    | 9              | 0,2%     |
| римо-католики | 7              | 0,2%     |
| не релігійні  | 1              | < 0,1%   |